# Дараж, Рожа
Рожа Дараж (венг. Rózsa Darázs; род. 3 ноября 1987) — венгерская шорт-трекистка, двукратная призёр чемпионата Европы по шорт-треку, чемпионка Европы. Участница зимних Олимпийских игр 2006, 2010 и 2014годов.

## Спортивная карьера
Рожа Дараж родилась в Ясберене и начала заниматься конькобежным спортом в 1991 году в возрасте 4-х лет в качестве члена ассоциации конькобежцев Ясбереня, последовав за своим братом, который катался на роликах и коньках. Их отец Иштван Дараж двух своих детей, Петера и Рожу, научил кататься на коньках в Ясберене, а затем он переехали с ними в район Зугло в Будапеште, чтобы быть как можно ближе к тренировочному ледовому дворцу. С 2002 года Рожа (Роза) стала членом сборной Венгрии по шорт-треку.
В январе 2003 года на чемпионате мира среди юниоров в Будапеште она заняла 29-е место в общем зачёте и 5-е место в женской эстафете. Она была участником эстафеты на чемпионате Европы 2004 года, в которой стала вместе с командой на 7-м месте, на чемпионате мира в Гётеборге стала 23-й в общем зачёте, а также заняла 4-е место на командном чемпионате мира в Санкт-Петербурге.
В 2005 году Дараж финишировала на 7-м месте в эстафете на чемпионате Европы в Турине. В январе 2006 года она завоевала бронзовую медаль в эстафете на чемпионате мира среди юниоров в Меркуре-Чук, и через две недели в Польше на чемпионате Европы в Крынице-Здруй выиграла бронзу в эстафете с результатом 4:30.274 сек, уступив более высокие позиции соперницам из Франции (4:28.388) и Италии (4:27.436).
Рожа Дараж дебютировала в феврале 2006 года на зимних Олимпийских играх в Турине, где была знаменосцем церемонии открытия, и на дистанциях 1000, 1500 и 500 м заняла 21-е, 20-е и 22-е места соответственно. В январе 2007 года на чемпионате мира среди юниоров в Будапеште заняла 4-е место в эстафете и в общем зачёте поднялась на 21-е место, следом на чемпионате Европы в Шеффилде она заняла 35-е место в личном зачёте многоборья. 
В 2008 году на чемпионате Европы в Вентспилсе в эстафете заняла 5-е место. Через год завоевала золото в эстафете на чемпионате Европы в Турине и в общем зачёте многоборья она заняла 13-е место. В начале 2010 года на чемпионате Европы в Дрездене Дараж заняла 4-е место в эстафете и в абсолютном зачёте многоборья заняла 17-е место.
В феврале 2010 года на зимних Олимпийских играх в Ванкувере она была членом сборной Венгрии и заняла в беге на 1500 м 33-е место и 5-е место в женской эстафете. Также заняла 5-е место на командном чемпионате мира в Бормио. Она выиграла серебряную медаль в абсолютном зачёте на чемпионате Венгрии в марте того же года. На очередном чемпионате Европы в Херенвене Дараж выиграла в эстафете серебряную медаль. 
В феврале 2011 года на зимней Универсиаде в Эрзуруме она выиграла бронзу в эстафете, и заняла 14-е и 16-е места на дистанциях 1000 и 1500 м соответственно. С декабря 2012 года Дараж девять месяцев не имела результатов, так как находилась на вынужденном отдыхе из-за начавшейся спинномозговой грыжи и пропустила чемпионат Европы в Мальмё и чемпионат мира в Будапеште. 
Она была выбрана в качестве участницы национальной сборной на олимпиаду 2014 года при поддержке отца Иштвана Даража, спортивного директора национальной ассоциации конькобежного спорта. Рожа Дараж в 2014 году участвовала в эстафете на зимних Олимпийских играх в Сочи, где в финале "В" заняла с командой 3-е место и 6-е в итоге. 

## Личная жизнь
Рожа Дараж окончила Будапештскую бизнес-школу в области экономики и право, увлекается путешествиями. Её отец Иштван умер в январе 2020 года от долгой тяжёлой болезни. Благодаря ему венгерские спортсмены и тренеры познакомились с канадской школой, а китаянка Чжан Лина начала работать в Венгрии. Её брат Петер Дараж также участвовал в национальной сборной Венгрии по шорт-треку.